# Norwood (Carolina del Nord)
Norwood è un comune degli Stati Uniti d'America, situato in Carolina del Nord, nella contea di Stanly.